# Thunbergia gibsonii
Thunbergia gibsonii är en akantusväxtart som beskrevs av Spencer Le Marchant Moore. Thunbergia gibsonii ingår i släktet thunbergior, och familjen akantusväxter. Inga underarter finns listade i Catalogue of Life.